# 自費出版
自費出版（じひしゅっぱん）とは、書籍をはじめとする何らかのメディアで、著者が自分で費用を出して出版することである。具体例としては、企業や自治体が独自に作成する出版物、趣味で作った絵本や詩吟会の作品集、自分史などが挙げられる。

## 概要
自費出版は「出版のための経費を著者側が自ら負担する場合を言う言葉」を意味し、多数読者に頒布する行為ではない点、内容が極めて多岐にわたる点が特徴である。基本的に、書店での販売は行わず、製作費用は全額著者が負担する。出版物自体に自費出版の本と商業出版の本とが、区別できる違いがあるわけではない。
書籍を中心とする多くの自費出版物は、出版取次と呼ばれる流通仲介業者を通して書店で販売される通常の商業出版物とは異なり、市場での販売による収益が期待できない。このため既成の出版社では出版を引き受けてくれないことなどから、印刷会社などが直接その製造を個人から請け負う形が一般的だった。主として1990年以降、自費出版を行う個人の増加や出版不況などを背景として、自費出版を専門に行う出版社や商業出版と同時に自費出版も請け負う出版社が増加した。2000年以降には、書店と直接契約するなどで「書店販売を行う」ことをセールスポイントとして大手新聞などで著者を募集する「共同出版型」の手法や、同じく大手新聞などで出版賞募集をPRし入賞作品を自費出版に誘導する「出版賞型」の手法が登場してきた。
商業出版は出版に際しての赤字になる可能性も含めたすべてのリスクを出版社側が負い営業的努力により売り上げから収益を上げるのに対して、自費出版は注文を受けた著者から料金を受け取り本を刊行することで収益を上げるという、根本から異なるビジネスモデルによって成立している。したがって、自費出版の書籍が大きな部数を売り上げることは極めて稀である。
近年、インターネット上での「電子出版」という書籍の形態が誕生したことで、既存の紙媒体での出版とは一線を画した自費出版が可能となった。従来の自費出版は「出版費用が高い」「出版社との交渉が必要」等ハードルが高かったが、電子書籍は「初期手数料が安いもしくは無料」「出版社を通さずに済む」など、インターネットが使える程度の知識があれば誰でも出版可能になった。電子出版は著者単独で行うことも可能だが、出版代行業者も既に数多く存在する。

## トラブル
自費出版をめぐってさまざまなトラブルが発生している。
新風舎はウェブや月刊誌に広告を掲載して小説や詩の公募文学賞を年間30回程度開催し、応募してきた人に対して「可能性を感じる」「選定委員会から推薦があった」（実際には存在さえしない）などと特別に選ばれたかのような印象を与えては、トータルで63万円から100万円かかる同社の自費出版を利用するよう勧誘していた。しかしコンテスト受賞者の6割が捏造であった。自費出版の説明会で言われた詐欺レベルのセールストークに作家からも「そんなことはあり得ない」の声があり、2007年以降には書店流通系自費出版をめぐるトラブルが社会問題化したため、NPO法人日本自費出版ネットワークはガイドラインを策定した。

## 内容の信頼性
内容のレベルは千差万別であり、個人が出版する自費出版物は、古本屋では「葬式饅頭の代わりに配る本」の意味で「まんじゅう本」と揶揄される。
自費出版物は、編集者の編集や研究者による査読を通すことは基本的にないため、専門家からは認められない傾向がある。